# Prima del gelo
Prima del gelo (titolo originale Innan frosten) è un romanzo giallo dello scrittore svedese Henning Mankell pubblicato in Svezia nel 2002.
È la nona storia della saga del commissario di polizia Kurt Wallander ed è ambientata, come la maggior parte delle altre, a Ystad, Svezia.
La prima edizione italiana del romanzo è stata pubblicata nell'anno 2003 da Mondadori, a differenza di tutte le altre opere inerenti al commissario Wallander, pubblicate invece da Marsilio.

## Trama
È il primo romanzo con protagonista Linda, la figlia di Wallander che, in prossimità del suo ingresso in servizio effettivo nella polizia, si trova coinvolta nella scomparsa di una sua amica, il cui padre è scomparso da anni.
L'ulteriore scomparsa di una tranquilla studiosa di antichi sentieri induce Wallander a dar credito ai sospetti ed alle preoccupazioni della figlia in merito alla scomparsa dell'amica che, però, come misteriosamente era scomparsa, altrettanto misteriosamente ricompare.
Una serie di inquietanti episodi ai danni di alcune chiese e la ricerca di un misterioso personaggio fino in Danimarca, indirizzano le indagini sulle tracce di una fantomatica setta religiosa di orientamento integralista le cui finalità si rifanno alla purificazione tramite il fuoco.
Episodi drammatici e corse affannose fanno da sottofondo ad una storia che vede, da una parte il padre alle prese con il suo lavoro non facile e le sue apprensioni per la figlia e, dall'altra, quest'ultima che comincia a misurarsi con la professione di poliziotto.

## Edizioni
- Henning Mankell, Prima del gelo, traduzione di Carmen Giorgetti Cima, Mondadori, 2003. ISBN 88-04-50935-X.
- Henning Mankell, Prima del gelo, traduzione di Carmen Giorgetti Cima, Mondadori, 2007. ISBN 978-88-04-56610-6.
- Henning Mankell, Prima del gelo, traduzione di Carmen Giorgetti Cima, Mondadori, 2012. ISBN 978-88-04-62294-9.